# Memphis philumena
Espèce
Memphis philumena est une espèce d'insectes lépidoptères (papillons) de la famille des Nymphalidae, de la sous-famille des Charaxinae et du genre Memphis.

## Dénomination
Memphis philumena a été décrit par Edward Doubleday en 1849 sous le nom initial de Paphia philumena.
Synonyme : Anaea philumena.

### Sous-espèces
- Memphis philumena indigotica (Salvin, 1869)
- Memphis philumena xenica (H.Bates, 1864)[2].

### Nom vernaculaire
Memphis philumena se nomme Streaky Leafwing en anglais, Memphis philumena indigotica et Memphis philumena xenica Orange-striped Leafwing,.

## Description
Memphis philumena est un papillon d'une envergure de 55 mm à 60 mm, aux ailes antérieures à bord costal bossu, apex angulaire, angle interne en crochet et bord interne très concave. Chaque aile postérieure porte une queue.
Le dessus du mâle est très foncé presque noir avec une partie basale bleu métallisé. Chez la femelle l'aile antérieure est barrée d'une large bande orange qui sépare l'apex et le bord costal de l'aile postérieure est marqué d'orange.
Le revers est marron brillant et simule une feuille morte.

## Écologie et distribution
Memphis philumena est présent au Mexique, au Costa Rica, au Guatemala, à Panama, en Colombie, au Venezuela, en Bolivie, au Venezuela, en Équateur, au Pérou, au Brésil et en Guyane,,.

### Biotope
Memphis philumena réside dans la forêt tropicale humide en dessous de 1 200 m.

### Protection
Pas de statut de protection particulier.